# Cimitero monumentale di Sant'Anna
Il cimitero monumentale di Sant'Anna è un cimitero cattolico situato nella periferia meridionale della città di Trieste, in Friuli-Venezia Giulia.
La struttura è stata progettata dall'architetto Matteo Pertsch e inaugurata il 1º agosto 1825.
Il complesso cimiteriale di Sant'Anna, oltre alla parte cattolica, comprende anche i cimiteri delle altre confessioni religiose della città di Trieste, ovvero il cimitero greco-ortodosso, il cimitero serbo-ortodosso, il cimitero ebraico, il cimitero islamico, il cimitero evangelico, il cimitero anglicano e il cimitero ex-militare.

## Tombe
In questo cimitero sono presenti le tombe di:
- Renato Balestra (1924 - 2022), stilista
- Fedora Barbieri (1920 - 2003), mezzo-soprano
- Bruno Bianchi (1943 - 1966), nuotatore
- Piero Cappuccilli (1929 - 2005), baritono
- Gino Colaussi (1914 - 1991), calciatore, campione del mondo nel 1938
- Luigi Ferraro (1914 - 2006), militare e medaglia d'oro al valor militare
- Giuseppe Grezar (1918 - 1949), calciatore, perì nella tragedia di Superga
- Margherita Hack (1922 - 2013), astrofisica, accademica, divulgatrice scientifica e attivista
- Roberto Hausbrandt (1907 - 1997), imprenditore, dirigente d’azienda e filantropo
- Julius Kugy (1858 - 1944), alpinista, scrittore, botanico, umanista, avvocato e ufficiale austriaco
- Livio Lorenzon (1923 - 1971), attore
- Marco Luchetta (1952 - 1994), giornalista
- Rossana Martini (1926 - 1988), attrice, eletta Miss Italia 1946
- Marcello Mascherini (1906 - 1983), scultore e scenografo
- Tiberio Mitri (1926 - 2001), pugile
- Alda Noni (1916 - 2011), soprano
- Boris Pahor (1913 - 2022), scrittore e insegnante
- Giorgio Pressburger (1937 - 2017), regista, scrittore, drammaturgo ungherese naturalizzato italiano.
- Nereo Rocco (1912 - 1979), allenatore di calcio e calciatore
- Nicolò Rode (1912 - 1998), velista
- Pino Roveredo (1954 - 2023), scrittore e regista teatrale
- Umberto Saba (1883 - 1957), poeta, scrittore e aforista
- Giuseppe Sinico (1810 - 1865), compositore
- Antonio Smareglia (1854 - 1929), compositore
- Giorgio Strehler (1921 - 1997), regista teatrale e direttore artistico
- Carlo Stuparich (1894 - 1916), scrittore, patriota e medaglia d'oro al valor militare
- Giani Stuparich (1891 - 1961), scrittore e medaglia d'oro al valor militare
- Italo Svevo (1861 - 1928), scrittore e drammaturgo
- Giusto Tolloy (1907 - 1987), militare, partigiano e politico
- Umberto Veruda (1868 - 1904), pittore austroungarico
- Giuseppe Wulz (1843 - 1918), fotografo